# 震旦光束介
震旦光束介（学名：Actinocythereis sinensis）为粗面介科光束介屬下的一个种。其种加词“sinensis”意为“中华的”。